# Comté de Pasco
Le comté de Pasco (Pasco County) est un comté situé dans l'État de Floride, aux États-Unis. Sa population était estimée en 2020 à 561 891 habitants. Son siège est Dade City. Le comté a été fondé en 1887 à partir du sud du comté de Hernando et doit son nom à Samuel Pasco, homme politique.

## Comtés adjacents
- Comté de Hernando (nord)
- Comté de Sumter (nord-est)
- Comté de Polk (sud-est)
- Comté de Hillsborough (sud)
- Comté de Pinellas (sud-ouest)

## Principales villes
- Dade City
- New Port Richey
- Port Richey
- San Antonio
- Saint Leo
- Zephyrhills

## Démographie
| Groupe                           | Comté de Pasco | Floride | États-Unis |
| -------------------------------- | -------------- | ------- | ---------- |
| Blancs                           | 88,2           | 75,0    | 72,4       |
| Afro-Américains                  | 4,5            | 16,0    | 12,6       |
| Autres                           | 2,6            | 3,7     | 6,4        |
| Métis                            | 2,3            | 2,5     | 2,9        |
| Asiatiques                       | 2,1            | 2,4     | 4,8        |
| Amérindiens                      | 0,4            | 0,4     | 0,9        |
| Total                            | 100            | 100     | 100        |
|                                  |                |         |            |
| Hispaniques et Latino-Américains | 11,7           | 22,5    | 16,7       |

| 1890  | 1900  | 1910  | 1920  | 1930   | 1940   |
| ----- | ----- | ----- | ----- | ------ | ------ |
| 4 249 | 6 054 | 7 502 | 8 802 | 10 574 | 13 981 |

| 1950   | 1960   | 1970   | 1980    | 1990    | 2000    |
| ------ | ------ | ------ | ------- | ------- | ------- |
| 20 529 | 36 785 | 75 955 | 193 643 | 281 131 | 344 765 |

| 2010    | - | - | - | - | - |
| ------- | - | - | - | - | - |
| 464 697 | - | - | - | - | - |